# Нокијето (Ријети)
Нокијето је насеље у Италији у округу Ријети, региону Лацио.
Према процени из 2011. у насељу је живело 331 становника. Насеље се налази на надморској висини од 165 м.